# Henri Deutschmeister
Henri Deutschmeister, seltener Henry Deutschmeister (* 21. Mai 1902 als Heinrich Fritz Deutschmeister in Brăila, Rumänien; † 20. Februar 1969 in Paris) war ein französischer Filmproduzent und Filmexporteur.

## Leben
Deutschmeister kam in jungen Jahren nach Frankreich und betätigte sich zunächst im Filmexport. Mitte der 30er Jahre begann er mit seiner eigenen kleinen Produktionsfirma Franco-London erstmals Filme herzustellen. Der Ausbruch des Zweiten Weltkriegs  verhinderte die Fortsetzung dieser Tätigkeit, und der Jude Deutschmeister musste untertauchen.
Erst nach Kriegsende 1945 konnte Henri Deutschmeister seine Arbeit als Produzent wieder aufnehmen. Mit der wiedergegründeten Franco-London wurde er einer der kommerziell erfolgreichsten Produzenten seiner Zeit, „der eine untrügliche Nase für Trends und Kassenhits besaß“. Deutschmeister verpflichtete nahezu sämtliche Stars des französischen Unterhaltungsfilms der 50er und frühen 60er Jahre, darunter Jean Gabin, Brigitte Bardot, Gérard Philipe, Louis de Funès und Bourvil. Dabei legte er bei seinen Produktionen meist nur Wert auf den reinen Unterhaltungsaspekt und zeigte kaum Interesse an künstlerisch ambitionierten Inszenierungen. Ausnahmen sind René Clairs Faust-Version Der Pakt mit dem Teufel und André Cayattes Werbefilm für die deutsch-französische Völkerverständigung, Jenseits des Rheins. 
1962 saß Henri Deutschmeister in der Jury der Internationalen Filmfestspiele von Cannes. In seinen letzten Lebensjahren kooperierte er  regelmäßig mit dem Deutschen Walter Ulbrich bei der Herstellung der beliebten ZDF-Weihnachtsvierteiler, darunter zuletzt Die Schatzinsel, Tom Sawyers und Huckleberry Finns Abenteuer und Die Lederstrumpferzählungen. Wenig später verstarb Deutschmeister.

## Filmografie
- 1936: Le disque 413
- 1936: La garçonne
- 1936: Guilty Melody
- 1937: A Romance in Flanders
- 1938: L’inconnue de Monte-Carlo
- 1939: La brigade sauvage
- 1946: Hier irrte die Justiz (Contre-enquête)
- 1947: Carrefour des passions
- 1949: Der Pakt mit dem Teufel
- 1950: Rendezvous in Paris (Le château de verre)
- 1951: Die sieben Sünden (Les sept péchés capitaux)
- 1952: Die Schönen der Nacht
- 1952: Geständnis einer Nacht (La minute de vérité)
- 1953: Erwachende Herzen (Le blé en herbe)
- 1953: Madame de …
- 1954: Liebe, Frauen und Soldaten (Destinées)
- 1954: Der Fall Maurizius (L'affaire Maurizius)
- 1954: Rot und Schwarz
- 1954: Menschen am Trapez (Obsession)
- 1954: French Cancan
- 1955: Wie verlorene Hunde (Chiens perdus sans collier)
- 1955: Frauen, die dem Satan dienen (L’affaire des poisons)
- 1955: Der Liebesroman einer Königin (Marie-Antoinette)
- 1956: Weiße Margeriten
- 1956: Gaunerkavaliere (Les truands)
- 1956: Zwei Mann, ein Schwein und die Nacht von Paris
- 1957: Le septième ciel
- 1958: Ferien für den Musterknaben (Le grand chef)
- 1958: Montparnasse 19 (Les amants de Montparnasse)
- 1958: Die Schenke der Verlockung (Guinguette)
- 1958: Das Spiel war sein Fluch (Le joueur)
- 1958: Der Tag und die Nacht (Le miroir à deux faces)
- 1959: Die Schüler (Le chemin des écoliers)
- 1959: Der Mörder kam um Mitternacht (Un témoin dans la ville)
- 1960: Jenseits des Rheins (Le passage du Rhin)
- 1960: Am Herz des Lebens (Au cœur de la vie)
- 1960: Taxi nach Tobruk
- 1961: Vor Salonlöwen wird gewarnt (Les lions sont lachés)
- 1961: Die sieben Hauptsünden (Les sept péchés capitaux)
- 1961: Horace 62 (Horace 62)
- 1962: Rattenfalle Amerika (Le rat d’Amérique)
- 1964: Die Unmoralischen (Le grain de sable)
- 1964: Robinson Crusoe (TV-Vierteiler)
- 1964: Die Todesstrahlen des Dr. Mabuse
- 1965: Caroline und die Männer über vierzig (Moi et les hommes de 40 ans)
- 1965: Julia und die Geister
- 1965: Don Quijote von der Mancha (TV-Vierteiler)
- 1965: Spione unter sich
- 1965: Genosse Don Camillo
- 1966: Die Schatzinsel (TV-Vierteiler)
- 1966: Sieben Mann und ein Luder (Sept hommes et une garce)
- 1966: Ein fast perfekter Mörder (Delitto quasi perfetto)
- 1967: Kampf der Titanen gegen Rom (Dacii)
- 1968: Tom Sawyers und Huckleberry Finns Abenteuer (TV-Mehrteiler)
- 1969: Die Lederstrumpferzählungen (TV-Mehrteiler)
- 1969: Katmandu (Les chemins de Katmandou)